# Raymond Du Perron de Maurin
Pour les articles homonymes, voir Maurin et Perron.
Raymond Du Perron de Maurin, né en 1902 et mort fusillé le 5 novembre 1946, est un journaliste et collaborateur français durant l'occupation allemande.

## Biographie
Il fut chef régional de la Solidarité française, un mouvement fasciste français des années 1930 et il fut correspondant en France de l’Institut international des questions juives de Francfort.
À l’été 1941, il s’engage dans la Légion des volontaires français (LVF). Réformé à la suite de blessures, il est nommé délégué régional au Commissariat général aux questions juives pour la Bretagne et se vante dans une lettre adressée au Kreisleiter de Marbourg (BA, 55R1233) d’avoir travaillé en collaboration étroite avec le SD.
En juin 1943, il crée le Cercle d’études national-socialiste (CENS).
« Nous ne pouvons espérer notre relèvement que par une politique raciste et eugénique. L'apport de sang étranger ne peut qu'amener la disparition de notre culture. [...] La personne humaine ne pourra être protégée que dans une nation raciste. »
— Raymond Du Perron de Maurin, Objectifs du CENS
En 1944, fonde la Milice française en Bretagne et combat les mouvements résistants. Il interrogea ainsi la femme de Goulven Mazéas avant sa déportation vers Drancy.
Réfugié en Allemagne à Marbourg, il n’avait, à l’automne 1944, rien perdu de ses convictions, mais en voulait aux Allemands de le faire, avec sa famille, coucher sur la paille alors que des chambres libres dans les hôtels étaient réservées aux soldats allemands.
Jugé en France par la Cour de justice de Rennes, il fut condamné à mort et fusillé le 5 novembre 1946 à Rennes.